# アルベルト・メルッチ
アルベルト・メルッチ（Alberto Melucci、1943年11月27日 - 2001年9月12日）は、イタリア出身の社会学者。専門は、社会運動。臨床心理学に精通し、詩人でもあった。

## 経歴
1943年、イタリア・リミニで労働者階級の家に生まれ、左派カトリック文化の中で育った。ミラノ大学の大学院でタルコット・パーソンズの構造機能主義やカール・マルクスの思想を学び、哲学の修士号を取得。1968年に起こった学生運動など強い主義主張を持った他者に不寛容な運動に触れ、それに拒否反応を覚えるとともに、そのような運動がいかに形成されているかに興味を持った。
1970年にパリに出て、アラン・トゥレーヌの下で博士課程を修めた。後にトゥレーヌ論を纏めているように、トゥレーヌの新しい社会運動論に強い影響を受けた。
その後、ミラノ大学で教授を務めた。2001年に故郷のリミニで死去。

## 研究内容・業績
専門は社会学で、社会運動。マルクスの「階級」という概念は、社会的資源の生産においておこる摩擦の中で資本主義社会特有のものしか説明しきれないとする。そして、ユルゲン・ハーバーマスの生活世界の植民地化への防御的反応としての社会運動という捉え方については、社会運動内の行為者やその指向の多様性を無視するものとして批判。多様な側面を持つ現代の「複合社会」における社会運動の新しさに、女性活動家・エコロジスト・新宗教といったグループに対するミラノでの実証的研究を元に光を当てた。
また「集合行為」について、以下の４つを満たす行為として規定した上で、社会運動を各アクターが各々の内的動機をもとに集まる偶発的な集合行為だと捉え直した。
1. 複数の個人やグループが同時に関わる
2. 時間と空間の連続性のなかで、類似の組織的特徴を現す
3. 社会的領域に関係づけられる
4. 関わる人々が何をしているかを自ら理解する能力を含む

## 邦訳された著書
- 『現在に生きる遊牧民(ノマド)：新しい公共空間の創出に向けて』岩波書店 1997
- 『プレイング・セルフ：惑星社会における人間と意味』ハーベスト社 2008